# U 84 (U-Boot, 1916)
U 84 war ein diesel-elektrisches U-Boot der deutschen Kaiserlichen Marine, das im Ersten Weltkrieg zum Einsatz kam. Es wird angenommen, dass U 84 am 26. Januar 1918 im St.-Georgs-Kanal von dem britischen Patrouillenboot PC 62 gerammt wurde und mit der gesamten Besatzung unterging.

## Einsätze
U 84 lief am 22. Juli 1916 bei der Germaniawerft in Kiel vom Stapel und wurde am 7. Oktober 1916 in Dienst gestellt. Ab Anfang Dezember 1916 war das Boot der IV. U-Boot-Flottille in Emden und Borkum zugeordnet. Der erste und einzige Kommandant war Kapitänleutnant Walter Roehr, welcher beim Untergang von U 84 umkam.
U 84 führte während des Ersten Weltkriegs acht Operationen im östlichen Nordatlantik sowie in den angrenzenden Seegebieten, Nordsee und Biskaya, durch. Dabei wurden 30 Handelsschiffe mit einer Gesamttonnage von 89.397 Bruttoregistertonnen (BRT) versenkt. Darunter befanden sich neben Schiffen kriegführender Mächte auch Schiffe unter neutralen Flaggen. Mit der britischen Sloop Bergamot wurde am 13. August 1917 westlich von Irland zudem eine U-Boot-Falle versenkt.
Am 14. und 18. Dezember 1916 wurden zwei skandinavische Frachtschiffe, die Aamot und die Malcom, in der Nordsee als Prisen beschlagnahmt.
Zweimal gelangen der Besatzung von U 84 Torpedoschüsse auf große, britische Passagierdampfer, jedoch ohne Versenkungen zu erzielen: Am 18. Februar 1917 wurde die Berrima (11.137 BRT) torpediert, was vier Menschenleben kostete; am 1. Juli 1917 traf es die Demerara (11.484 BRT), auf der eine Person ums Leben kam.
Das größte von U 84 versenkte Schiff war der britische Frachter Condesa (8.557 BRT), der am 7. Juli 1917 mit einer Ladung Tiefkühlfleisch an Bord westlich von Bishop Rock unterging. Das Schiff befand sich auf einer Fahrt von Buenos Aires nach Liverpool.

## Verbleib
Am Morgen des 26. Januar 1918 wurde U 84 im St.-Georgs-Kanal zwischen Irland und Wales von dem britischen Patrouillenboot PC 62, einer „Küsten-Sloop“ mit ca. 600 BRT, gesichtet. Die Briten setzten sofort zum Rammstoß an. Roehrs Mannschaft versuchte umzukehren und zu entkommen, wurde jedoch eingeholt. Es wird angenommen, dass der nun folgende Rammstoß zum Totalverlust führte. U 84 sank vermutlich etwa auf der Position 51° 53′ N, 5° 44′ W. Alle 40 Besatzungsmitglieder, die sich zum Zeitpunkt des Untergangs an Bord befanden, kamen ums Leben.
Laut einem Artikel in Ouest-France vom 7. Oktober 2015 wurde im Sommer 2014 ein Uboot südlich der bretonischen Küste vor Penmarc’h von Tauchern entdeckt und etwa ein Jahr später von ihnen als U 84 identifiziert.

## Sonstiges
U 84 wies, wie auch seine Schwesterboote, eine hohe Seetauglichkeit auf. Die Serie wurde zum Vorbild für den Typ IX und ausländische Entwürfe.